# Mark Hurst
Mark Hurst (nacido el 13 de diciembre de 1972) es periodista, autor, locutor, diseñador de juegos y empresario de Internet. Fundó la conferencia tecnológica GEL ("Good Experience Live") y presenta un programa de radio semanal centrado en la tecnología, Techtonic, en WFMU. Es autor de dos libros sobre tecnología, uno centrado en la sobrecarga de información y otro en la creación de productos que faciliten la vida de los clientes.

## Gel Conferencia
Hurst fundó la conferencia anual de Gel en 2003 y organizó el evento anualmente en Nueva York hasta 2016. Gel sirvió para estrenar una serie de proyectos en línea de alto nivel, como Wikipedia. Jimmy Wales, fundador de Wikipedia, hizo la primera presentación pública de la historia sobre la plataforma en Gel 2005.
Marissa Mayer, entonces directora de producto de Google y más tarde consejera delegada de Yahoo!, hizo su primera presentación en el escenario en Gel 2003, y una segunda presentación en Gel 2008.
Stewart Butterfield también habló en Gel 2003, poco después de que cofundara Flickr con Caterina Fake. (Butterfield pasó a cofundar Slack unos años después).
Sal Khan, fundador de Khan Academy, presentó por primera vez en público la plataforma educativa en Gel 2010. Desde entonces, Khan Academy se ha convertido en una organización educativa en línea muy popular.
Gabriel Weinberg, fundador del motor de búsqueda basado en la privacidad DuckDuckGo, debutó con su plataforma en Gel 2013.
Entre los presentadores de Gel se encuentran el presentador de radio Ira Glass, el cómico de Improv Everywhere Charlie Todd, la académica de salud y nutrición Marion Nestle, el robotista australiano Rodney Brooks, el escritor científico/futurista David Bodanis, los cómicos musicales Gregory Brothers, el administrador adjunto de la NASA Dava Newman, el autor Marc Abrahams, el tecnólogo Anil Dash, el compositor y director de orquesta Robert Kapilow, la artista y fotógrafa Rachel Sussman, la artista, escritora y animadora Zina Saunders, la diseñadora de juegos y autora Jane McGonigal, el teórico de los medios de comunicación Douglas Rushkoff, y muchos otros.
En 2006, Hurst presentó una versión europea de Gel, euroGel 2006, en Copenhague, Dinamarca. En esta conferencia, Jimmy Wales presentó una de las primeras charlas públicas en Europa sobre Wikipedia.
En 2009, Hurst presentó en Nueva York una conferencia derivada, Gel Health 2009, dedicada a cuestiones de atención sanitaria.
Aunque no se han celebrado conferencias de Gel desde 2016, Hurst organizó dos foros de Skeptech en la WFMU en 2017.

## Proyectos de Creative Good e Internet
De 1991 a 1995, mientras era estudiante del MIT, Hurst dibujó Firehose Tavern, una tira cómica publicada en el periódico estudiantil del MIT, The Tech. A partir de 1994, The Tech comenzó a publicar un archivo de las tiras cómicas en su sitio web, convirtiendo a Firehose Tavern en uno de los primeros cómics disponibles en la web. En 1995, mientras era investigador de posgrado en el MIT Media Lab, Hurst creó iComix!, una tira cómica personalizada, citada en la patente de 1996 de Microsoft Comic Chat.
Después de graduarse en el MIT, Hurst consiguió un trabajo en la empresa web Yoyodyne, donde fue director de desarrollo de productos. "En los 18 meses que pasé en Yoyodyne", dice Hurst, "diseñé todos los juegos e interfaces de usuario a los que jugaron más de un millón de usuarios de la Red. Diseñé juegos de correo electrónico, juegos web, Shockwave, Java, en tiempo real, chat, AOL, MSN, lo que sea. En cualquier entorno online, yo estaba allí". Seth Godin, fundador y presidente de Yoyodyne, describió a Hurst (en un perfil del New York Times de 1997 sobre Hurst) como "una de las personas más inteligentes que he conocido, una persona con una visión única y correcta de hacia dónde va la interfaz." Hurst dejó Yoyodyne en enero de 1997 para fundar Creative Good.
Hurst fundó Creative Good, una empresa de consultoría tecnológica, en 1997. Su boletín electrónico Creative Good es uno de los que más tiempo lleva publicándose de forma continuada en el mundo, ya que se lanzó en 1998. Muchas de las columnas anteriores están almacenadas en el blog de Creative Good.
En 2003, un año antes del lanzamiento de Yelp, Hurst lanzó un sitio de reseñas de restaurantes llamado AddYourOwn.com. Un artículo del New York Times sobre la plataforma explicaba: "Organizado por barrios, el sitio permite a cualquiera añadir reseñas de restaurantes o editar libremente las existentes. Por ahora, cubre Manhattan y Brooklyn".
En 2005, Hurst lanzó GoodTodo.com, una de las primeras listas de tareas lanzadas en la web. En un artículo de Wired de julio de 2021 sobre productividad, Clive Thompson mencionó Good Todo como "una de las primeras aplicaciones de productividad". Gina Trapani mencionó el servicio en una reseña de 2007 del libro de Hurst Bit Literacy.
En el 2011 el editor gerente de Forbes, Bruce Upbin, llamó a Hurst un "jedimaster de la experiencia del usuario".
En 2019 el escritor Douglas Rushkoff escribió que Hurst "fue uno de los primeros en defender un compromiso más apropiado con nuestra tecnología."
En 2020, Hurst lanzó GoodReports.com, que incluye "recomendaciones de medios sociales genuinamente buenos, útiles y no tóxicos", alternativos a la Gran Tecnología.

## Radio
Hurst ha presentado Techtonic en WFMU desde septiembre de 2017. Describe el tema del programa como "nuestro cambio hacia un futuro digital". De 2017 a 2019, los invitados de Hurst han sido figuras destacadas de la evolución tecnológica como el empresario Jaron Lanier, la profesora Safiya Noble, el autor Douglas Rushkoff, la autora Astra Taylor, la profesora emérita de la Harvard Business School Shoshana Zuboff, el fundador de Meetup Scott Heiferman, los periodistas Clive Thompson y Tim Harford, y el escritor y productor de cine Jonathan Taplin.
En 2020, sus invitados fueron el escritor y periodista Steven Levy; el bloguero, periodista y autor de ciencia ficción de BoingBoing, Cory Doctorow; Jason Fried, cofundador de Basecamp y Hey.com; la editora asociada del Financial Times, Rana Foroohar; la astrofísica Katie Mack; el escritor, crítico literario y profesor Alan Jacobs; y Toby Ord, investigador principal del Future of Humanity Institute de la Universidad de Oxford.

## Libros
Hurst es autor de Bit Literacy: Productivity in the Age of Information and E-mail Overload (2007). Además de la edición original en inglés, el libro fue traducido y publicado en Rusia y China.
Su segundo libro fue Customers Included: How to Transform Products, Companies, and the World - With a Single Step (2013, 2ª edición 2015). En 2015, Business Insider citó el escrito de Hurst en un artículo sobre los grandes minoristas que reconocen las ventajas de las opiniones de los clientes en línea para comercializar mejor sus productos.

## Personal
Hurst creció en todo el mundo como hijo de un oficial de la Marina estadounidense. Es Eagle Scout y tiene una licenciatura y un máster en informática por el MIT. Vive en Nueva York con su mujer y su hijo.